# 佩勒姆灣公園車站
佩勒姆灣公園車站（英語：Pelham Bay Park station）是紐約地鐵IRT佩勒姆線的北端總站，位於布朗克斯佩勒姆灣公園布魯克納爾快速道路及威斯徹斯特大道交界，設有6號線（任何時候停站（除繁忙時段的尖峰方向外））列車服務，而繁忙時段的尖峰方向則開行<6>列車。

## 車站結構
| P 月台層 | 側式月台，不使用 | 側式月台，不使用                                                                                             |
| P 月台層 | 西側軌道         | ← 往布魯克林大橋-市政府 (布雷爾大道) → (無服務：帕克徹斯特)                                                  |
| P 月台層 | 島式月台         | |
| P 月台層 | 東側軌道         | ← 往布魯克林大橋-市政府 (布雷爾大道) → (無服務：帕克徹斯特)                                                  |
| P 月台層 | 側式月台，不使用 | |
| M        | 夾層             | 閘機、車站詢問處、MetroCard自動售票機 升降機位於扶手電梯以後車站背面，近威斯徹斯特大道和布魯克納爾林蔭路角落 |
| G        | 街道             | 出入口 |

此站是一個高架車站，設有一個島式月台、兩個停用的側式月台和兩條軌道。軌道於此站月台北端的止衝擋結束。車站原先設計為西班牙式月臺佈局，下車乘客使用側式月台而上車乘客使用島式月台，但現時所有乘客都使用島式月台。
佩勒姆灣公園車站是唯一一個不使用號碼進行路軌編號的紐約地鐵總站，而採用方向進行標籤。

### 出口
閘機位於月台下方的夾層。此站設有兩條樓梯、一條扶手電梯和一部升降機通往威斯徹斯特大道。同時車站入口亦設有一條行人天橋跨過布魯克納爾快速道路前往佩勒姆灣公園。升降機於2015年6月至2016年4月期間翻新。

### 未興建的延線
1968年紐約市擬定了行動計劃，作為該項目的一部分，佩勒姆線將延長至一個鄰近合作城的現代化總站，並將路線改為IND標準，令此站不再是總站。受1975－1976年紐約市財政危機的影響，大部分所餘下的計劃都缺乏資金，幾乎全數放棄。原先預計1970年代中至1980年代初完工，但行動計劃受1970年代財政危機而縮減或取消。

## 車站周邊
- 佩勒姆灣公園（英语：Pelham Bay Park）
- 巴爾陶-皮爾大廈（英语：Bartow-Pell Mansion）
- 城市島（英语：City Island, Bronx）
- 合作城（英语：Co-op City, Bronx）
- 海灣廣場（英语：Bay Plaza Shopping Center）
- 烏爾查德海灘（英语：Pelham Bay Park#Orchard Beach）

## 外部連結
- nycsubway.org—IRT Pelham Line: Pelham Bay Park
- Station Reporter — 6 Train
- The Subway Nut — Pelham Bay Park Pictures （页面存档备份，存于）
- Burr Avenue entrance from Google Maps Street View （页面存档备份，存于）
- Bruckner Boulevard entrance from Google Maps Street View （页面存档备份，存于）
- Platforms from Google Maps Street View